# Oyodo (incrociatore)
Lo Oyodo fu un incrociatore leggero della Marina imperiale giapponese, unico della sua classe, entrato in servizio nel febbraio del 1943; attivo durante la seconda guerra mondiale, servì come nave ammiraglia della Flotta Combinata e partecipò alla battaglia del Golfo di Leyte, finendo infine affondato il 28 luglio 1945 nel porto di Kure in un attacco aereo statunitense.

## Caratteristiche
Secondo la dottrina tattica della Marina imperiale giapponese per la guerra sottomarina, i sommergibili oceanici dovevano essere organizzati in squadroni (sentai) per attaccare le formazioni navali nemiche a lunga distanza; questi squadroni di sommergibili dovevano essere coordinati da un incrociatore, il quale avrebbe impiegato gli aerei da ricognizione di cui era dotato per fornire informazioni sui bersagli da attaccare. Inizialmente furono selezionati per questo compito gli incrociatori leggeri della classe Agano, le cui prestazioni però furono giudicate insufficienti; nei tardi anni 1930 la Marina giapponese avviò quindi la richiesta per una nuova classe di sette incrociatori leggeri specificamente destinati al supporto dei sommergibili, e dopo la presentazione di vari progetti la costruzione delle prime due unità fu approvata nell'ambito del 4º Programma di rinnovamento del 1939: delle due unità solo la prima, lo Oyodo, fu effettivamente impostata, mentre la costruzione della seconda (Niyodo) fu cancellata nel novembre 1941 quando tutte le risorse cantieristiche giapponesi furono destinate alla realizzazione delle più importanti portaerei.
Il progetto dello Oyodo si basava fondamentalmente su un ingrandimento e potenziamento dei precedenti incrociatori classe Agano: la nave riprendeva le stesse linee dello scafo degli Agano, con un ponte continuo e un bulbo di prua, ma con un armamento diverso tanto nel tipo quanto nella disposizione, e una corazzatura più ridotta. L'apparato propulsivo era basato su quattro set di turbine a vapore della Kampon, capaci di una potenza di 110.000 shp di gran lunga superiore a quella degli Agano, le quali svilupparono alle prove una velocità massima di 35 nodi; l'autonomia di progetto dello Oyodo era stimata in 8.700 miglia alla velocità di crociera di 18 nodi, ma in condizioni operative fu raggiunto un raggio di 10.500 miglia.

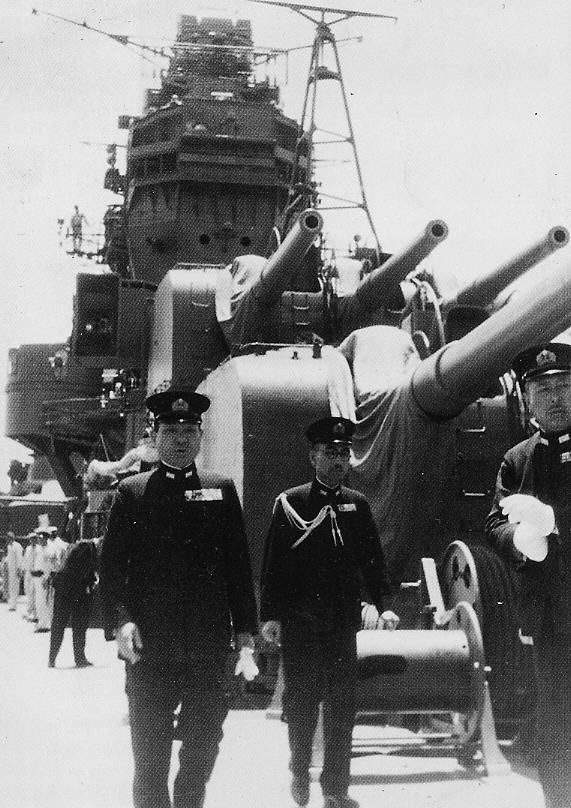
Le torri triple dell'armamento principale

L'armamento principale dello Oyodo comprendeva sei cannoni da 155 mm Type 3 in due torri triple; queste armi erano state inizialmente sviluppate come pezzi a impiego duale antinave/antiaereo per gli incrociatori pesanti classe Mogami, i quali però ricevettero ancora in fase di costruzione delle torri binate con cannoni da 203 mm: le torri triple da 155 mm già assemblate furono quindi destinate allo Oyodo nonché alla nave da battaglia Yamato. Il rateo di fuoco piuttosto basso dei pezzi (tra cinque e sei colpi al minuto) e la loro limitata elevazione (+55° di alzo massimo) limitarono l'impiego dei cannoni come pezzi antiaerei, ma ad ogni modo si rivelarono eccellenti armi antinave.
La batteria principale di cannoni antiaerei dello Oyodo si basava su otto cannoni da 100 mm Type 98 in quattro torri binate poste a centro nave; questi pezzi erano gli stessi imbarcati come armamento principale dai cacciatorpediniere classe Akizuki e destinati alla mai costruita classe B64 di incrociatori da battaglia. Le prestazioni di quest'arma erano superbe, e il pezzo da 100 mm fu considerato la migliore arma antiaerea pesante di costruzione giapponese della guerra; il difetto principale era però una vita operativa della canna piuttosto bassa, frutto della forte velocità alla volata (1.000 m/s) e dell'alto rateo di fuoco (tra 15 e 20 colpi al minuto). Il resto delle dotazioni antiaeree consisteva in cannoni automatici da 25 mm Type 96 (18 pezzi alla costruzione poi aumentati a 52 pezzi nel 1945), un'arma piuttosto mediocre per via del suo basso rateo di fuoco e della sua lentezza nell'elevazione e brandeggio.
Entrambe le torri dell'armamento principale erano collocate, sovrapposte l'una all'altra, a prua davanti alla sovrastruttura, una soluzione mutata dagli incrociatori pesanti classe Tone: come i Tone, lo Oyodo era un'unità volta alla ricognizione e pertanto tutto il ponte a poppa dietro la sovrastruttura doveva essere destinato alle dotazioni aeronautiche; per la stessa ragione, lo Oyodo era completamente sprovvisto di armamento silurante, facendone l'unico incrociatore della Marina giapponese a non imbarcare nemmeno un tubo lanciasiluri. Lo spazio e il peso risparmiato grazie a queste sistemazioni consentirono di portare a sei il numero di velivoli ospitabili a bordo dell'incrociatore, e di installare a poppa una catapulta per aerei lunga 45 metri necessaria per lanciare i nuovi idrovolanti da ricognizione Kawanishi E15K entrati in servizio nel 1942: sei dei soli quindici mezzi prodotti furono assegnati allo Oyodo per test e valutazioni, ma dopo la sospensione del programma a causa delle prestazioni non ottimali del mezzo l'incrociatore non ebbe mai più di due idrovolanti imbarcati, destinando gli ampi hangar di bordo ad altri scopi.

## Storia
Impostata nell'Arsenale navale di Kure il 14 febbraio 1941, la nave venne varata il 2 aprile 1942 con il nome di Oyodo in onore dell'omonimo fiume del Giappone settentrionale, entrando poi in servizio il 28 febbraio 1943; il suo primo comandante fu il capitano Sadatoshi Tomioka. Prima ancora del suo completamento, il ruolo a cui era destinato l'incrociatore era ormai venuto meno: ad ogni modo, la Marina giapponese decise di impiegare lo Oyodo come unità di scorta per i suoi gruppi di portaerei, in ragione dell'ampio raggio d'azione e del potente armamento antiaereo della nave. Inizialmente sprovvisto di alcun apparato sensoristico, nel marzo del 1943 l'incrociatore ricevette un sistema radar Type 21

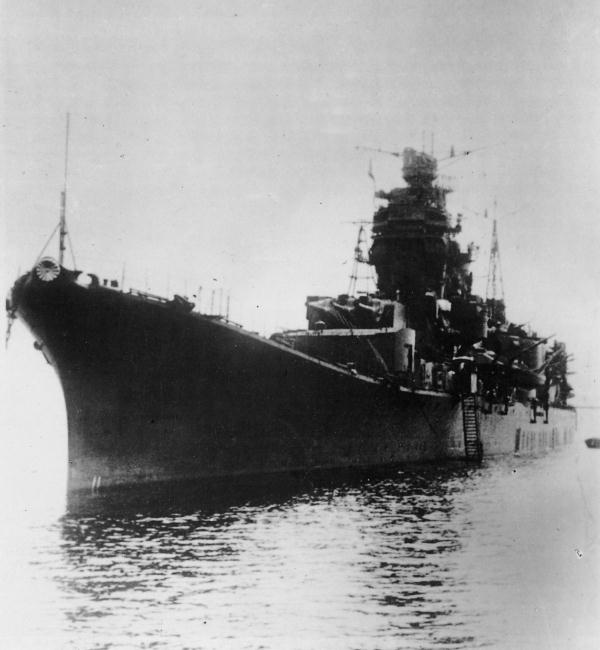
La nave nel 1944 vista di prua

Dopo il completamento delle prove in mare, il 15 luglio 1943 lo Oyodo arrivò alla base di Truk nelle isole Caroline per poi proseguire alla volta di Rabaul per consegnare rinforzi e rifornimenti alla guarnigione locale. A metà settembre, in risposta a un'incursione di portaerei statunitensi contro le isole Gilbert, lo Oyodo compì una sortita con la flotta del vice ammiraglio Jisaburō Ozawa comprendente tre portaerei, due navi da battaglia, dieci incrociatori e quindi cacciatorpediniere: a dispetto di intense ricognizioni, questa forza mancò l'intercettamento con il nemico e rientrò a Truk senza aver registrato alcun contatto. Un'azione analoga, parimenti senza risultato, si verificò poi a metà dell'ottobre seguente. Il 6 dicembre 1943 lo Oyodo divenne la nave ammiraglia della Terza Flotta del vice ammiraglio Ozawa, e il 30 dicembre salpò per una missione di rifornimento delle guarnigioni di Rabaul e Kavieng; mentre rientrava a Truk, il 1º gennaio 1944 l'incrociatore fu lievemente danneggiato in un attacco di aerei statunitensi del Task Group 50.2, riportando due morti e sei feriti tra l'equipaggio. Il giorno seguente, l'unità trasse in salvo 71 naufraghi della nave da trasporto Kiyosumi Maru, appena colata a picco da un sommergibile statunitense, per poi rientrare a Yokosuka il 16 febbraio dopo lo sbarco dei reparti statunitensi a Kwajalein fermandosi strada facendo a Saipan per sbarcare rifornimenti per la locale guarnigione..
Il 6 marzo lo Oyodo fu messo in un bacino di carenaggio a Yokosuka per lavori di risistemazione: gli hangar per i velivoli furono riconvertiti in alloggi per l'equipaggio, liberando spazio per una nuova sala di guerra per lo staff di ufficiali imbarcato; la catapulta da 45 metri fu eliminata e sostituita con una standard da 18 metri, e fu installato un nuovo impianto radar Type 96 oltre ad altri pezzi contraerei da 25 mm. Al completamento dei lavori il 31 marzo 1943, lo Oyodo fu designato come nave ammiraglia dell'intera Flotta Combinata, e l'ammiraglio Soemu Toyoda alzò la sua insegna sull'incrociatore il 30 aprile nel corso di una cerimonia nella baia di Tokyo Tra il maggio e l'ottobre 1944 lo Oyodo rimase in Giappone, alternando gli ancoraggi alla baia di Tokyo con quelli ad Hashirajima; durante questo periodo, l'armamento antiaereo fu potenziato tramite l'aggiunta di nuovi pezzi da 25 mm e furono installati nuovi apparati radar. Il 29 settembre l'ammiraglio Toyoda e il suo staff lasciarono l'incrociatore e si trasferirono in un nuovo quartier generale sotterraneo a Yokohama; lo Oyodo partì da Yokosuka l'11 ottobre, e fu attaccato dal sommergibile statunitense USS Trepang che tuttavia mancò il bersaglio.
Il 20 ottobre lo Oyodo lasciò l'ancoraggio di Yashima procedendo alla volta delle Filippine, come parte dell'operazione Ichi-Go destinata a sfociare nella battaglia del Golfo di Leyte; l'incrociatore era assegnato alla squadra settentrionale del vice ammiraglio Ozawa, destinata a fare da esca per attirare le portaerei statunitensi lontano dalla flotta da invasione e permettere l'attacco di altre due formazioni giapponesi ai vulnerabili trasporti delle truppe: lo Oyodo, l'unica delle unità di Ozawa dotata di idrovolanti da ricognizione, svolse compiti di sorveglianza durante la fase di avvicinamento della squadra. Il 25 ottobre, al largo di Capo Engaño, la formazione di Ozawa fu attaccata dagli aerei statunitensi decollati dalle portaerei della Task Force 38 del vice ammiraglio Marc A. Mitscher: nel corso di un massiccio attacco consistente di 527 sortite in cinque ondate distinte, lo Oyodo riportò inizialmente due colpi cadute nelle vicinanze ma alle 08:40 fu centrato da una bomba che causò danni alla sala caldaie numero 4; alle 10:40 il vice ammiraglio Ozawa lasciò la portaerei Zuikaku, colpita e in fase di affondamento, e trasferì il suo comando sullo Oyodo. Più avanti nel corso della mattinata, l'incrociatore fu colpito da due razzi sparati da un caccia F6F Hellcat e danneggiato da una bomba caduta nelle vicinanze; Ozawa fece ritirare ciò che rimaneva della sua formazione più a nord, ma dopo aver appreso che uno squadrone di incrociatori statunitensi aveva attaccato i cacciatorpediniere giapponesi lasciati indietro a recuperare i naufraghi fece invertire la rotta allo Oyodo: ad ogni modo, la nave arrivò troppo tardi per impedire l'affondamento delle unità giapponesi lasciate indietro, e il giorno successivo lo Oyodo rientrò quindi con i resti della squadra di Ozawa ad Amami-Oshima.

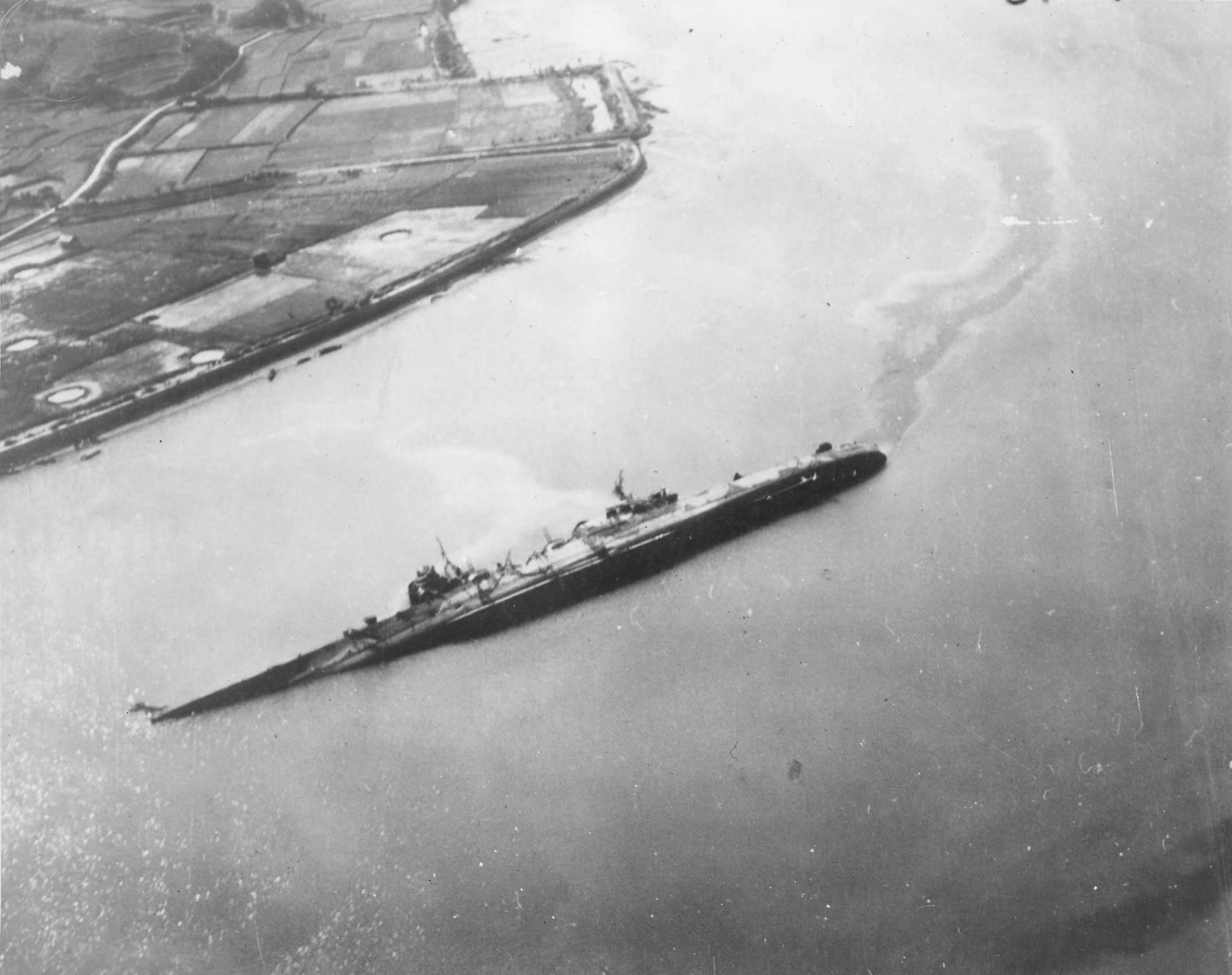
Lo Ōyodo affondato nelle acque di Kure

Pochi giorni dopo lo scontro di Leyte, lo Oyodo fu inviato a Manila per un trasporto urgente, arrivando a destinazione il 1º novembre; per il resto dell'anno l'incrociatore fu impegnato in varie operazioni minori tra il Brunei, la Baia di Cam Ranh e le Filippine, attaccando convogli statunitensi, bombardando le truppe nemiche sbarcate a terra e ingaggiando le forze navali nemiche nella zona: nonostante molte delle unità giapponesi che lo accompagnavano fossero rimaste danneggiate o affondate, lo Oyodo non riportò alcun danno in queste azioni. Nel gennaio 1945 lo Oyodo si trasferì a Singapore, dove imbarcò 300 tonnellate di materiali strategici come gomma, zinco, mercurio e petrolio da riportare in patria; l'11 febbraio l'incrociatore lasciò quindi Singapore di scorta a una formazione navale giapponese nel corso della cosiddetta operazione Kita: la squadra fu in grado di superare gli attacchi di ben ventisei sommergibili nemici, riuscendo ad arrivare illesa a Kure il 20 febbraio.
Lo Oyodo rimase a Kure per il resto della guerra. Il 19 marzo 1945 le portaerei della Task Force 58 del vice ammiraglio Mitscher lanciarono una massiccia incursione contro l'arsenale di Kure: più di 230 velivoli attaccarono le navi giapponesi ferme all'ancora, e lo Oyodo incassò tre bombe da 500 kg; la nave imbarcò molta acqua, ma fu portata a Etajima e spiaggiata per prevenirne l'affondamento. Il 24 luglio la Task Force 38 lanciò una nuova massiccia incursione contro Kure: lo Oyodo fu raggiunto da quattro bombe da 500 kg e da numerosi colpi caduti nelle vicinanze, che fecero inclinare lo scafo verso il lato di dritta. Quattro giorni dopo, un altro grande attacco dei velivoli delle portaerei statunitensi colpì Kure e lo Oyodo fu centrato da altre quattro bombe; alle 10:00 la nave iniziò a imabracre grandi quantitativi d'acqua e a inclinarsi sempre di più verso dritta, per poi capovolgersi e affondare in acque basse verso le 12:00 con circa 300 morti tra il suo equipaggio. La nave fu cancellata dai registri navali giapponesi il 20 novembre 1945; il relitto dello Oyodo fu riportato a galla tra il 18 e il 20 settembre 1947 e portato a Kure il 20 settembre, dove poi fu demolito tra il gennaio e l'agosto del 1948.